# Shahjahanpur (zamindari)
Shahjahanpur fou un estat tributari protegit del tipus zamindari al districte de Shahjahanpur a Uttar Pradesh.
L'1 de juny es va proclamar a Shahjahanpur un govern provisional sota Kadir Ali Khan. El 18 de juny el nawab hereditari de Shahjahanpur Ghulam Kadir Khan, es va dirigir a Bareilly on fou nomenat nazim de Shahjahanpur per Khan Bahadur Khan. El 23 de juny el nawab va retornar a Shahjahanpur i va substituir en el govern a Kadir Ali. Va restar al poder fins al 1858; el gener d'aquest any les forces britàniques van reconquerir Fatehgarh i el nawab d'aquesta regió i Firoz Shah es van dirigir cap a Shahjahanpur i després a Bareilly. A la caiguda de Lucknow Nana Sahib també va fugir cap a Sahjahanpur i fins a Bareilly; el nawab de Shahjahanpur va fer matar Hamid Hasan Khan (que era subcol·lector) i a Muhammad Hasan (judge), acusats de mantenir contactes amb els britànics (gener de 1858). El 30 d'abril de 1858 les forces britàniques manades per Sir Colin Campbell, van arribar a Shahjahanpur i els rebels van fugir cap a Muhamdi.